# Wonder of Stardom Championship
El Wonder of Stardom Championship (Campeonato Maravilla de Stardom, en español) es el campeonato femenino de World Wonder Ring Stardom. El título a menudo se conoce simplemente como el "Cinturón blanco", un nombre famoso utilizado por All Japan Women's Pro-Wrestling.(AJW) para referirse a su Campeonato All Pacific. La campeona actual es Starlight Kid quien se encuentra en su primer reinado.
El cinturón del título fue creado por la compañía estadounidense Top Rope Belts basada en diseños enviados por Stardom, con una decisión consciente de imitar el título de AJW en términos de su color, con el presidente de Stardom, Rossy Ogawa se refiere al apogeo de la promoción como la "Edad de Oro de Joshi Puroresu". El título original fue otorgado a la invicta campeona inaugural Yuzuki Aikawa, cuando se retiró de la lucha libre profesional el 29 de abril de 2013. Fue reemplazado esa misma noche por un segundo cinturón idéntico.

## Campeonas

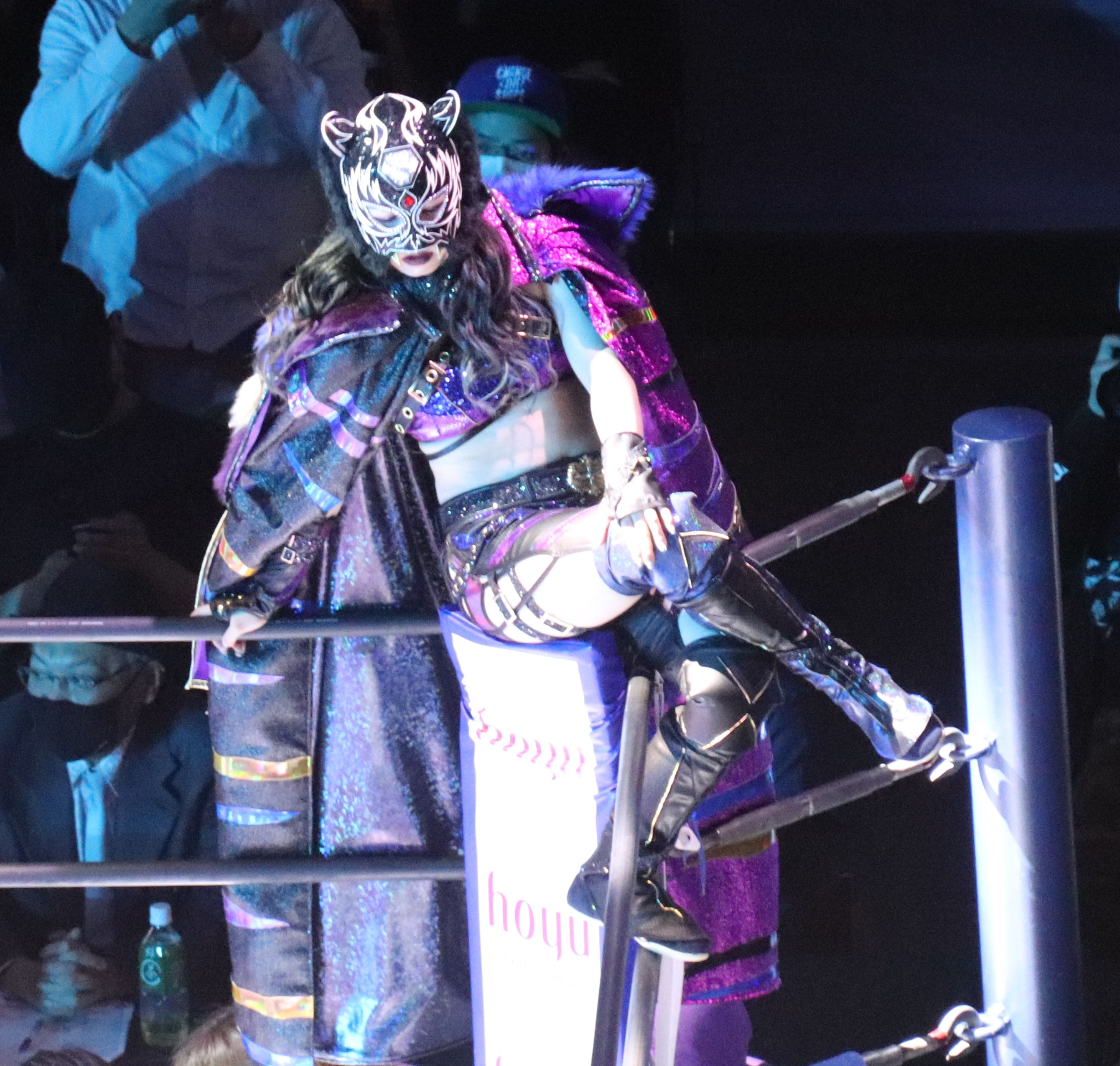
La campeona actual, Starlight Kid.

El Campeonato Maravilla de Stardom es el campeonato secundario de la WWRS, y fue establecido el 24 de julio de 2011. la campeona inaugural fue Yuzuki Aikawa, quien ganó un torneo al derrotar en la final a Yoshiko, el 24 de julio de 2011 en el evento Stardom × Stardom 2011, desde entonces ha habido 19 campeonas oficiales, repartidos en 24 reinados en total. Además, el campeonato ha sido declarado vacante en cuatro ocasiones a lo largo de su historia. Dark Angel y Santana Garrett son las dos luchadoras no japonesas que han ostentado el título.
El reinado más largo en la historia del título le pertenece a Yuzuki Aikawa, quien mantuvo el campeonato por 618 días en el 2011 y 2013, cuyo reinado fue el primero de la historia al ser el campeón inaugural. Por otro lado, Saori Anou posee el reinado más corto en la historia del campeonato, con 12 días con el título en su haber.
Además, en cuanto a los días en total como campeona (un acumulado entre la suma de todos los días de los reinados individuales de cada luchadora), Yuzuki Aikawa posee el primer lugar, con 618 días en sus dos reinados. Le siguen Io Shirai (375 días en sus dos reinados), Arisa Hoshiki (370 días en su único reinado), Kairi Hojo (364 días en su único reinado), y Momo Watanabe (358 días en su único reinado),.
La campeona más joven en la historia es Momo Watanabe, quien a los 18 años, derrotó a Io Shirai en el evento Stardom Gold Star en mayo del 2018. En contraparte, la campeona más vieja es Dark Angel, quien a los 34 años y 56 días derrotó a Act Yasukawa por el vacante campeonato en Ryōgoku Cinderella en la final de un torneo. En cuanto al peso de las campeonas, Yoko Bito es la más pesada con 62 kilogramos, mientras que Yuzuki Aikawa es la más liviana con 50 kilogramos.
Por último, Act Yasukawa, Mayu Iwatani, Io Shirai, Tam Nakano y Saori Anou son las luchadoras con más reinados, ya que poseen 2.

### Campeona actual
La actual campeona es Starlight Kid, quien se encuentra en su primer reinado como campeona. Kid ganó el campeonato luego de derrotar a la ex campeona Natsupoi el 29 de diciembre de 2024 en Stardom Dream Queendom.
Kid todavía no registra hasta el 7 de agosto de 2025 las siguientes defensas televisadas:

### Lista de campeonas
| N.º | Campeona        | Lucha                    | Lucha                                  | Lucha           | Estadísticas | Estadísticas | Estadísticas      | Notas y referencias |
| N.º | Campeona        | Fecha                    | Evento                                 | Ubicación       | Reinado      | Días         | Defensas exitosas | Notas y referencias |
| --- | --------------- | ------------------------ | -------------------------------------- | --------------- | ------------ | ------------ | ----------------- | --- |
| 1   | Yuzuki Aikawa   | 24 de junio de 2011      | Stardom × Stardom 2011                 | Tokio, Japón    | 1            | 618          | 8                 | Derrotó a Yoshiko en la final de un torneo. Éste es el reinado más largo de la historia del campeonato.                                                                           |
| —   | Vacante         | 2 de abril de 2013       | —                                      | Tokio, Japón    | —            | —            | —                 | Debido al retiro de Aikawa. |
| 2   | Dark Angel      | 29 de abril de 2013      | Ryōgoku Cinderella                     | Tokio, Japón    | 1            | 189          | 3                 | Derrotó a Act Yasukawa en la final de un torneo. |
| 3   | Act Yasukawa    | 4 de noviembre de 2013   | Stardom 100th Commemorative Tournament | Tokio, Japón    | 1            | 234          | 4                 | [ 3 ] |
| —   | Vacante         | 26 de junio de 2014      | —                                      | —               | —            | —            | —                 | Debido a que Yasukawa tuvo con varios problemas de salud provocados por el deterioro de la tiroides.                                                                              |
| 4   | Mayu Iwatani    | 27 de julio de 2014      | Shining Stars 2014                     | Nagoya, Japón   | 1            | 189          | 1                 | Derrotó a Miho Wakizawa en la final de un torneo. |
| 5   | Act Yasukawa    | 18 de enero de 2015      | Stardom 4th Anniversary                | Tokio, Japón    | 2            | 108          | 0                 | [ 5 ] |
| —   | Vacante         | 1 de mayo de 2015        | —                                      | —               | —            | —            | —                 | Debido las fuertes fracturas de nasal, orbitales y mejillas de Yasukawa, lo que requeriría cirugía. Este incidente fue ocasionada por Yoshiko, quien fue suspendida días después. |
| 6   | Io Shirai       | 17 de mayo de 2015       | Gold May 2015                          | Tokio, Japón    | 1            | 190          | 7                 | Derrotó a Nikki Storm en la final de un torneo. |
| 7   | Santana Garrett | 23 de noviembre de 2015  | Goddesses of Stars 2015                | Fukuoka, Japón  | 1            | 174          | 9                 | [ 7 ] |
| 8   | Kairi Hojo      | 15 de mayo de 2016       | Gold May 2016                          | Tokio, Japón    | 1            | 364          | 8                 | [ 8 ] |
| 9   | Mayu Iwatani    | 14 de mayo de 2017       | Gold May 2017                          | Tokio, Japón    | 2            | 132          | 2                 | [ 9 ] |
| 10  | Yoko Bito       | 23 de septiembre de 2017 | 5☆Star GP 2017 × Champions             | Osaka, Japón    | 1            | 57           | 2                 | [ 10 ] |
| 11  | Io Shirai       | 19 de noviembre de 2017  | Best of Goddesses 2017                 | Tokio, Japón    | 2            | 185          | 10                | [ 11 ] |
| 12  | Momo Watanabe   | 23 de mayo de 2018       | STARDOM                                | Tokio, Japón    | 1            | 358          | 13                | [ 12 ] |
| 13  | Arisa Hoshiki   | 16 de mayo de 2019       | Stardom Gold May 2019                  | Tokio, Japón    | 1            | 370          | 10                | [ 13 ] |
| —   | Vacante         | 20 de mayo de 2020       | —                                      | —               | —            | —            | —                 | Debido a que Hoshiki anunció que se retiraba de la lucha libre profesional debido por varias lesiones en la cabeza y en el cuello.                                                |
| 14  | Giulia          | 26 de julio de 2020      | Stardom Cinderella Summer In Tokyo     | Tokio, Japón    | 1            | 220          | 6                 | Derrotó a Tam Nakano en la final de un torneo. |
| 15  | Tam Nakano      | 3 de marzo de 2021       | Stardom All Star Dream Cinderella      | Tokio, Japón    | 1            | 301          | 6                 | Fue un Hair vs. Hair Match. |
| 16  | Saya Kamitani   | 29 de diciembre de 2021  | Stardom Dream Queendom                 | Tokio, Japón    | 1            | 480          | 15                | [ 16 ] |
| 17  | Mina Shirakawa  | 23 de abril de 2023      | Stardom Dream Queendom 2023            | Tokio, Japón    | 1            | 34           | 1                 | [ 17 ] |
| 18  | Tam Nakano      | 27 de mayo de 2023       | Flashing Champions                     | Tokio, Japón    | 2            | 36           | 0                 | El Campeonato Mundial de Stardom de Nakano también estuvo en juego. |
| 19  | Mirai           | 2 de julio de 2023       | Mid Summer Champions 2023              | Yokohama, Japón | 1            | 180          | 3                 | [ 19 ] |
| 20  | Saori Anou      | 29 de diciembre de 2023  | Dream Queendom 2023                    | Tokio, Japón    | 1            | 176          | 1                 | [ 20 ] |
| 21  | Mika Iwata      | 22 de junio de 2024      | Stardom The Conversion                 | Tokio, Japón    | 1            | 23           | 0                 | [ 21 ] |
| 22  | Saori Anou      | 15 de julio de 2024      | Sendai Girls                           | Tokio, Japón    | 2            | 12           | 0                 | Éste es el reinado más corto de la historia del campeonato. |
| 23  | Natsupoi        | 27 de julio de 2024      | Sapporo World Rendezvous (Noche 1)     | Sapporo, Japón  | 1            | 155          | 2                 | [ 23 ] |
| 24  | Starlight Kid   | 29 de diciembre de 2024  | Dream Queendom 2024                    | Tokio, Japón    | 1            | 221+         | 1                 | [ 24 ] |

### Total de días con el título
La siguiente lista muestra el total de días que una luchadora ha poseído el campeonato si se suman todos los reinados que posee. Actualizado a la fecha del 7 de agosto de 2025.
| + | Indica a la campeona actual |

| N.º | Campeona        | Reinados | Total de días |
| --- | --------------- | -------- | ------------- |
| 1   | Yuzuki Aikawa   | 1        | 618           |
| 2   | Saya Kamitani   | 1        | 480           |
| 3   | Io Shirai       | 2        | 375           |
| 4   | Arisa Hoshiki   | 1        | 370           |
| 5   | Kairi Hojo      | 1        | 364           |
| 6   | Momo Watanabe   | 1        | 358           |
| 7   | Act Yasukawa    | 2        | 337           |
| 7   | Tam Nakano      | 2        | 337           |
| 9   | Mayu Iwatani    | 2        | 307           |
| 10  | Starlight Kid   | 1        | 221+          |
| 11  | Giulia          | 1        | 220           |
| 12  | Dark Angel      | 1        | 189           |
| 13  | Saori Anou      | 2        | 188           |
| 14  | Mirai           | 1        | 180           |
| 15  | Santana Garrett | 1        | 174           |
| 16  | Natsupoi        | 1        | 155           |
| 17  | Yoko Bito       | 1        | 57            |
| 18  | Mina Shirakawa  | 1        | 34            |
| 19  | Mika Iwata      | 1        | 23            |

### Mayor cantidad de reinados
| Reinados | Luchadora (s)                                                 |
| -------- | ------------------------------------------------------------- |
| 2 veces  | Act Yasukawa, Mayu Iwatani, Io Shirai, Tam Nakano, Saori Anou |